# 제5회 들꽃영화상
제5회 들꽃영화상은 2018년 4월 12일에 열린 시상식이다.

## 수상 및 후보

### 대상
- 밤섬해적단 서울불바다 - 정윤석 수상

### 극영화 감독상
- 그 후 - 홍상수 수상
- 초행 - 김대환
- 여배우는 오늘도 - 문소리
- 재꽃 - 박석영
- 컴, 투게더 - 신동일
- 메리 크리스마스 미스터 모 - 임대형
- 꿈의 제인 - 조현훈
- 밤의 해변에서 혼자 - 홍상수

### 다큐멘터리 감독상
- 다시 태어나도 우리 - 문창용 외 1명 수상
- 올 리브 올리브 - 김태일 외 1명
- 노무현입니다 - 이창재
- 밤섬해적단 서울불바다 - 정윤석
- 공범자들 - 최승호

### 극영화 신인감독상
- 메리 크리스마스 미스터 모 - 임대형 수상
- 델타 보이즈 - 고봉수
- 시인의 사랑 - 김양희
- 용순 - 신준
- 꿈의 제인 - 조현훈

### 다큐멘터리 신인감독상
- 그럼에도 불구하고 - 김영조 수상
- 직지코드 - 우광훈 외 1명
- 마리안느와 마가렛 - 윤세영
- 땐뽀걸즈 - 이승문

### 남우주연상
- 메리 크리스마스 미스터 모 - 기주봉 수상
- 꿈의 제인 - 구교환
- 그 후 - 권해효
- 분장 - 남연우
- 아기와 나 - 이이경
- 초행 - 조현철

### 여우주연상
- 꿈의 제인 - 이민지 수상
- 밤의 해변에서 혼자 - 김민희
- 초행 - 김새벽
- 용순 - 이수경
- 컴, 투게더 - 이혜은
- 재꽃 - 정하담

### 시나리오상
- 꿈의 제인 - 조현훈 외 1명 수상
- 시인의 사랑 - 김양희
- 로마서 8:37 - 신연식
- 메리 크리스마스 미스터 모 - 임대형
- 컴, 투게더 - 한지수

### 음악상
- 꿈의 제인 - 플래시 플러드 달링스 수상
- 다시 태어나도 우리 - 방준석
- 노무현입니다 - 장영규 외 1명

### 촬영상
- 꿈의 제인 - 조영직 수상
- 더 테이블 - 김지용 외 1명
- 밤의 해변에서 혼자 - 박홍열
- 재꽃 - 이성은
- 메리 크리스마스 미스터 모 - 문명환

### 신인배우상
- 메소드 - 오승훈 수상
- 델타 보이즈 - 백승환
- 델타 보이즈 - 신민재
- 델타 보이즈 - 김충길
- 델타 보이즈 - 이웅빈
- 델타 보이즈 - 차유미
- 용순 - 이수경
- 소통과 거짓말 - 장선
- 시인의 사랑 - 정가람

### 조연상
- 해피뻐스데이 - 김선영 수상
- 소통과 거짓말 - 김선영 수상
- 시인의 사랑 - 전혜진
- 재꽃 - 박명훈

### 공로상
- 부산독립영화협회 수상

### 프로듀서상
- 재꽃 - 안보영 수상